# ماركو ماركيوني
ماركو مارتشيوني (بالإيطالية: Marco Marchionni) لاعب كرة قدم إيطالي يلعب حاليا لصالح نادي الدرجة الأولى فيورنتينا الإيطالي منذ 2009 في مركز الجناح .

## روابط خارجية
- ماركو ماركيوني على موقع الاتحاد الدولي (مؤرشف)  (الإنجليزية)
- ماركو ماركيوني على موقع الاتحاد الأوربي (الإنجليزية)
- ماركو ماركيوني على موقع قاعدة بيانات كرة القدم.إي يو (الإنجليزية)
- ماركو ماركيوني على موقع ناشيونال فوتبول تيمز (الإنجليزية)
- ماركو ماركيوني على موقع Soccerway.com (الإنجليزية)
- ماركو ماركيوني على موقع عالم كرة القدم.نت (الإنجليزية)
- ماركو ماركيوني على موقع كووورة
- ماركو ماركيوني على موقع AS.com (الإسبانية)
- ماركو ماركيوني على موقع GSA (الإنجليزية)